# Hypselistes
Hypselistes és un gènere d'aranyes araneomorfes de la subfamília Erigoninae, dins de la família Linyphiidae.
Fou descrit per primera vegada per Eugène Louis Simon l'any 1894.

## Distribució
Es pot trobar a la zona holàrtica: Canadà, Xina, Japó, Kazakhstan, Mongòlia, Rússia, i els Estats Units:

## Llista d'espècies
Segons The World Spider Catalog 12.0:
- Hypselistes acutidens Gao, Sha & Zhu, 1989
- Hypselistes asiaticus Bösenberg & Strand, 1906
- Hypselistes australis Saito & Ono, 2001
- Hypselistes basarukini Marusik & Leech, 1993
- Hypselistes florens (O. Pickard-Cambridge, 1875) (Espècie tipus)
- Hypselistes fossilobus Fei & Zhu, 1993
- Hypselistes jacksoni (O. Pickard-Cambridge, 1902)
- Hypselistes kolymensis Marusik & Leech, 1993
- Hypselistes paludicola Tullgren, 1955
- Hypselistes semiflavus (L. Koch, 1879)